# Rhônexpress
| Rhônexpress-Zug Richtung Lyon Part-Dieu. |                      |                                 |                                 |
| Streckenlänge: | 23 km                |                                 |                                 |
| Spurweite: | 1435 mm (Normalspur) |                                 |                                 |
| |                      |                                 |                                 |
| Eröffnung: | 2010                 |                                 |                                 |
| Stationen: | 4                    |                                 |                                 |
| \| \| \| Straßenbahn Lyon Linie T3 & T4 \| \| \| \| \| Lyon Part-Dieu–Villette \| \| \| \| \| \| \| \| \| \| Part-Dieu Villette Sud \| \| \| \| \| Straßenbahn Lyon Linie T4 \| \| \| \| \| von Metro Lyon Linie A \| \| \| \| \| Vaulx-en-Velin–La Soie \| \| \| \| \| Endstelle Straßenbahnlinie T7 \| \| \| \| \| Meyzieu-ZI \| \| \| \| \| Endstelle Straßenbahnlinie T3 \| \| \| \| \| Grenze Straßenbahn Lyon \| \| \| \| \| Depote \| \| \| \| \| LGV Rhône-Alpes von LGV Sud-Est \| \| \| \| \| Flughafen Lyon-Saint-Exupéry \| \| \| \| \| LGV Rhône-Alpes nach Valence \| \| |                      |                                 |                                 |
| U-Bahn-Strecke |                      | Straßenbahn Lyon Linie T3 & T4  | Straßenbahn Lyon Linie T3 & T4  |
| U-Bahn-Bahnhof · U-Bahn-Kopfbahnhof Streckenanfang |                      | Lyon Part-Dieu–Villette         | Lyon Part-Dieu–Villette         |
| U-Bahn-Strecke nach links · U-Bahn-Abzweig geradeaus und von rechts |                      |                                 |                                 |
| U-Bahn-Blockstelle |                      | Part-Dieu Villette Sud          | Part-Dieu Villette Sud          |
| U-Bahn-Abzweig geradeaus und nach rechts |                      | Straßenbahn Lyon Linie T4       | Straßenbahn Lyon Linie T4       |
| U-Bahn-Strecke · U-Bahn-Strecke von links (im Tunnel) |                      | von Metro Lyon Linie A          | von Metro Lyon Linie A          |
| U-Bahn-Bahnhof · U-Bahn-Kopfbahnhof Streckenende (im Tunnel) |                      | Vaulx-en-Velin–La Soie          | Vaulx-en-Velin–La Soie          |
| U-Bahn-Haltepunkt / Haltestelle Streckenanfang und quer · U-Bahn-Abzweig geradeaus, nach rechts und von rechts |                      | Endstelle Straßenbahnlinie T7   | Endstelle Straßenbahnlinie T7   |
| U-Bahn-Bahnhof |                      | Meyzieu-ZI                      | Meyzieu-ZI                      |
| U-Bahn-Haltepunkt / Haltestelle Streckenanfang und quer · U-Bahn-Abzweig geradeaus und nach rechts |                      | Endstelle Straßenbahnlinie T3   | Endstelle Straßenbahnlinie T3   |
| U-Bahn-Grenze |                      | Grenze Straßenbahn Lyon         | Grenze Straßenbahn Lyon         |
| U-Bahn-Betriebsstelle Streckenanfang und quer · U-Bahn-Abzweig geradeaus und von rechts |                      | Depote                          | Depote                          |
| U-Bahn-Strecke · Strecke von links |                      | LGV Rhône-Alpes von LGV Sud-Est | LGV Rhône-Alpes von LGV Sud-Est |
| U-Bahn-Kopfbahnhof Streckenende · Bahnhof |                      | Flughafen Lyon-Saint-Exupéry    | Flughafen Lyon-Saint-Exupéry    |
| Strecke nach links |                      | LGV Rhône-Alpes nach Valence    | LGV Rhône-Alpes nach Valence    |

Rhônexpress ist eine Expressstraßenbahnlinie, welche das Zentrum von Lyon mit seinem Flughafen, dem Flughafen Lyon Saint-Exupéry, und dem dortigen TGV-Bahnhof verbindet. Im Jahr 2010 gehört sie zu den teuersten Flughafen-Stadt-Linien in Europa pro Kilometer.
Die Strecke ist 23 Kilometer lang und wird von sechs Straßenbahnzügen bedient, die vom schweizerischen Hersteller Stadler Rail gebaut wurden. Am 9. August 2010 wurde die Strecke eröffnet. Die Fahrt vom Flughafen zum Stadtzentrum dauert etwa eine halbe Stunde. Die Züge verkehren täglich ab 5 Uhr bis Mitternacht im Halbstundentakt, zwischen 6 Uhr und 21 Uhr wird ein Viertelstundentakt angeboten. Die Züge halten auf der Strecke an zwei Zwischenstationen, Vaulx-en-Velin – La Soie (Umstieg zur Metro Linie A und Tram T7) sowie in Meyzei ZI (Umstieg zur Tram T3).
Das Projekt umfasste den Bau von 8,5 Kilometern neuen Gleisen, während der Rest der Strecke entlang der bestehenden Straßenbahnlinie T3 verläuft, auf der in einigen Stationen Überholgleise für den Expressdienst gebaut wurden. Der Service wird unabhängig betrieben und ist kein Teil des TCL-Systems, obwohl er auf TCL-Karten erscheint. Der Conseil général des Rhône vergab den Betrieb dieser Linie für 30 Jahre an Rhônexpress, ein Konsortium, zu dem Vinci SA (28,2 %), Veolia Transport (28,2 %), Vossloh Infrastructure Service (4,2 %), Cegelec Centre Est (2,8 %) und die Caisse des dépôts et consignations gehören.

## Fahrzeuge

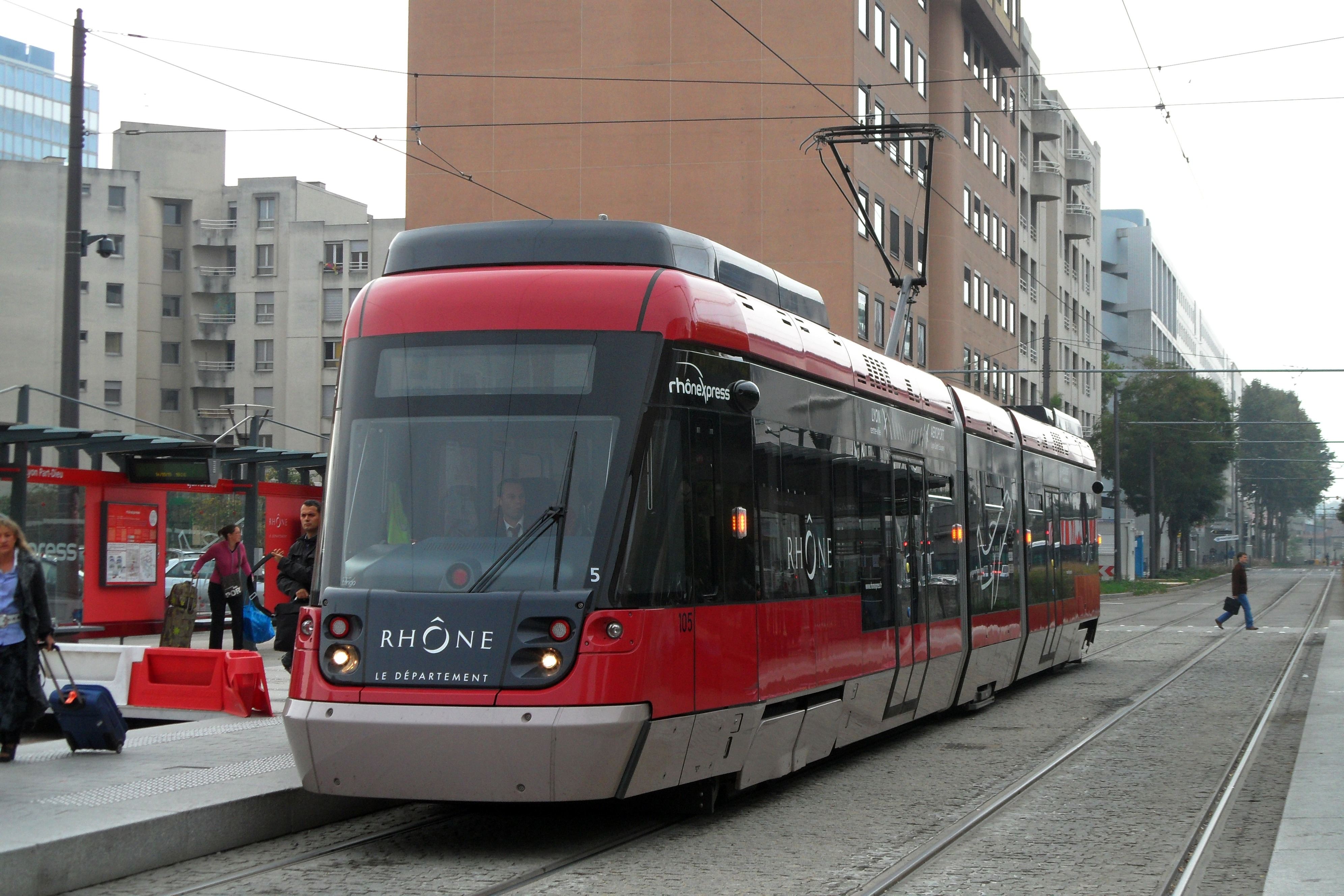
Tango-Triebwagen am Bahnhof Lyon-Part-Dieu (2010)

Die sechs Tango-Fahrzeuge wurden von Stadler Rail in ihrer Fabrik in Berlin-Wilhelmsruh hergestellt. Die Auswahl des Rollmaterials erfolgte nach einer Ausschreibung unter Berücksichtigung der technischen Kriterien (Geschwindigkeit bis zu 100 km/h), Haltbarkeit, Sicherheit und Kompatibilität mit der allgemeinen Nutzung der T3-Linieninfrastruktur, wirtschaftlichen Aspekten (Kapazität angepasst an den Verkehr und Aussichten für deren Entwicklung) sowie Komfort und Ästhetik. Die Innen- und Außendesigns des Stadler Tango wurden von RCP Design Global erstellt, die bereits Straßenbahnen in Le Mans, Angers und Paris entworfen hatten. Alle Türen werden automatisch betrieben und sind so konzipiert, dass sie die Bewegung von Rollstühlen und Kinderwagen problemlos ermöglichen. Jeder Fahrzeug ist mit zwei speziellen Bereichen ausgestattet, die Rollstuhlfahrern während der Fahrt mehr Stabilität bieten. Zusätzlich zu Haltegriffen sind auch Sicherheitsgurte vorhanden, um den Rollstuhl zu sichern.